# Sophie de Saxe-Hildburghausen
Sophie de Saxe-Hildburghausen (Ernestine Friederike Sophie ; 22 février 1760, Hildburghausen – 28 octobre 1776, Cobourg), est une princesse de Saxe-Hildburghausen par naissance, et par mariage, princesse héréditaire de Saxe-Cobourg-Saalfeld.

## Biographie
Ernestine Frédérique Sophie est la fille du duc Ernest-Frédéric III de Saxe-Hildburghausen (1727-1780) et d'Ernestine de Saxe-Weimar-Eisenach (1740-1786). Ses parrains sont le couple royal danois, le roi de Pologne, et les régents des maisons de Saxe-Cobourg, de Saxe-Weimar, de Mecklembourg et de Wurtemberg.
Le 6 mars 1776, elle épouse à l'âge de 16 ans à Hildburghausen le prince héréditaire, et plus tard duc, François de Saxe-Cobourg-Saalfeld. À l'époque, François était déjà amoureux de sa future épouse, Augusta Reuss d'Ebersdorf, mais il a été incapable de rompre ses fiançailles avec Sophie.
Sophie est morte de la grippe à peine six mois plus tard, le 28 octobre 1776. Elle est restée sans enfant. Elle est enterrée dans la crypte de l'église Saint-Moritz à Cobourg.